# Хьюз, Элла
Элла Хьюз (англ. Ella Hughes; род. 13 июня 1995 года в Саутгемптоне, Великобритания) — британская порноактриса и вебкам-модель. Лауреат премии XBIZ Award в категории «Лучшая иностранная исполнительница года» (2019).

## Карьера
Училась на юридическом факультете Университета Солент. Во время обучения на первом курсе снималась в качестве фотомодели, после чего получает предложения на съёмки, в том числе от сайта Fake Taxi. После первых съёмок решает бросить обучение в университете и выбирает карьеру порноактрисы. Пришла в индустрию для взрослых в марте 2015 года в возрасте 19 лет. В январе 2018 года подписала контракт с агентством Society 15. Снимается в фильмах со сценами традиционного, лесбийского, межрасового и анального секса.
Снимается для студий Babes, Blacked, Brazzers, Cherry Pimps, DDF Network, Digital Playground, Private, Pure XXX Films, TeamSkeet и других.
В сентябре 2015 года была награждена премией британских порнопродюсеров UKAP (UK Adult Producers) Award в категории «Лучшая новая исполнительница». За два последующих года становилась лауреатом данной премии в категории «Лучшая исполнительница». В конце января 2019 года становится лауреатом премии XBIZ Award в категории «Лучшая иностранная исполнительница года». В сентябре 2019 года Элла выигрывает две награды XBIZ Europa Award в следующих категориях: «Лучшая актриса» (за фильм Uninvited) и «Международная кроссовер-звезда». В январе 2020 года также выигрывает премию AVN Awards в категории «Лучшая сцена группового секса в иностранном фильме».
В 2016 году сыграла роль волантийской проститутки в седьмом эпизоде шестого сезона американского телесериала «Игра престолов». Также появилась в одной из серий документальных короткометражных фильмов Sex Map of Britain компании Би-би-си.
В мае 2018 года стала «Вишенкой месяца» (Cherry of the Month) порносайта Cherry Pimps.
По данным сайта IAFD на февраль 2019 года, снялась в более чем 80 порнофильмах.

## Награды и номинации
| Год  | Награда                    | Результат | Категория                                                                                    | Фильм                            |
| ---- | -------------------------- | --------- | -------------------------------------------------------------------------------------------- | -------------------------------- |
| 2015 | UKAP Award                 | Победа    | Лучшая новая исполнительница                                                                 | н/д                              |
| 2016 | UKAP Award                 | Победа    | Лучшая исполнительница                                                                       | н/д                              |
| 2017 | AVN Award                  | Номинация | Лучшая сцена секса в фильме иностранного производства (вместе с Дэнни Ди и Сенсьюал Джейн)   | Lost in Brazzers                 |
| 2017 | Paul Raymond Award         | Победа    | Девушка года по версии Пола Реймонда                                                         | н/д                              |
| 2017 | UKAP Award                 | Победа    | Лучшая исполнительница                                                                       | н/д                              |
| 2018 | AVN Award                  | Номинация | Лучшая сцена секса в фильме иностранного производства (вместе с Евой Ловией)                 | Bulldogs                         |
| 2018 | SHAFTA Award               | Номинация | Лучшая исполнительница                                                                       | н/д                              |
| 2018 | UKAP Award                 | Номинация | Лучшая исполнительница                                                                       | н/д                              |
| 2018 | XBIZ Europa Award          | Номинация | Исполнительница года                                                                         | н/д                              |
| 2019 | AVN Award                  | Номинация | Иностранная исполнительница года                                                             | н/д                              |
| 2019 | AVN Award                  | Номинация | Лучшая лесбийская сцена в иностранном фильме (вместе с Тиной Кэй и Эмилией Арган)            | Tina Sex Addict                  |
| 2019 | AVN Award                  | Номинация | Лучшая сцена группового секса в иностранном фильме (вместе с Джией Пейдж и Райаном Райдером) | How I Fucked Your Mother         |
| 2019 | Spank Bank Award           | Победа    | «Это» девушки из порно                                                                       | н/д                              |
| 2019 | Spank Bank Technical Award | Победа    | Законная наследница железного трона                                                          | н/д                              |
| 2019 | Venus Award                | Номинация | Лучшая международная исполнительница                                                         | н/д                              |
| 2019 | XBIZ Award                 | Победа    | Иностранная исполнительница года                                                             | н/д                              |
| 2019 | XBIZ Europa Award          | Номинация | Исполнительница года                                                                         | н/д                              |
| 2019 | XBIZ Europa Award          | Победа    | Лучшая актриса                                                                               | Uninvited                        |
| 2019 | XBIZ Europa Award          | Номинация | Лучшая сцена секса — гламкор (вместе с Фредди Гонгом)                                        | By Whatever Means Necessary      |
| 2019 | XBIZ Europa Award          | Победа    | Международная кроссовер-звезда                                                               | н/д                              |
| 2020 | AVN Award                  | Номинация | Лучшая актриса второго плана                                                                 | Uninvited                        |
| 2020 | AVN Award                  | Победа    | Лучшая сцена группового секса в иностранном фильме (вместе с Джейсоном Лавом и Джией Лиссой) | Double Dare (из Blacked Raw V15) |
| 2020 | Spank Bank Award           | Победа    | Лучший пирсинг                                                                               | н/д                              |
| 2020 | Spank Bank Technical Award | Победа    | Сказочный фейерверк                                                                          | н/д                              |
| 2020 | XBIZ Award                 | Номинация | Иностранная исполнительница года                                                             | н/д                              |
| 2020 | XBIZ Europa Award          | Номинация | Исполнительница года                                                                         | н/д                              |
| 2020 | XBIZ Europa Award          | Номинация | Лучшая сцена секса — гламкор (вместе с Алесией Фокс и Кристианом Клэем)                      | Anal Threesomes 7                |
| 2023 | XBIZ Europa Award          | Номинация | Лучшая сцена секса — полнометражный фильм (вместе с Ксандером Корвусом)                      | Space Junk                       |
| 2024 | AVN Award                  | Номинация | Лучшая международная анальная сцена (вместе с Ксандером Корвусом)                            | Space Junk — Episode 3           |
| 2024 | AVN Award                  | Номинация | Лучшая международная сцена группового секса (вместе с Ксандером Корвусом и Тру Кайт)         | Space Junk — Episode 5           |
| 2024 | SNAP Award                 | Победа    | Исполнительница года                                                                         | н/д                              |
| 2024 | XBIZ Europa Award          | Номинация | Лучшая сцена секса — полнометражный/среднеметражный фильм (вместе с Ксандером Корвусом)      | Scandalous                       |
| 2024 | XBIZ Europa Award          | Номинация | Лучшее актёрское исполнение                                                                  | Scandalous                       |
| 2025 | AVN Award                  | Победа    | Лучшая международная анальная сцена (вместе с Ксандером Корвусом)                            | Scandalous — Scene 1             |
| 2025 | XMA Europa Award           | Номинация | Лучшая сцена секса — виньетка (вместе с Ив Свит и Хорди Эль Ниньо Поллой)                    | Hire a Husband                   |
| 2025 | XMA Europa Award           | Номинация | Лучшее актёрское исполнение                                                                  | Dark Miracle                     |
| 2025 | XMA Europa Award           | Номинация | Создательница года                                                                           | н/д                              |

## Избранная фильмография
- 2015 — Private Specials 121: Posh Girls[34]
- 2015 — Sherlock: A XXX Parody
- 2016 — Infernal
- 2016 — Lost in Brazzers
- 2016 — Obscene Little Whores
- 2016 — Star Wars Underworld
- 2016 — Tease: The Power Of Lingerie
- 2016 — Игра престолов / Game of Thrones (Эпизод: «Сломленный человек») — волантийская проститутка №4
- 2017 — Bachelorette Party
- 2017 — Bulldogs
- 2017 — Cuckold Lives
- 2017 — Ella The Sex Addict
- 2017 — Office Nymphs 2
- 2017 — Pajama Party
- 2017 — Swinging Couples[35]
- 2018 — Best of Ella Hughes
- 2018 — Corrupted Beauty
- 2018 — Internal Love 4[36]